# Annamaria Furlan
Annamaria Furlan (Genova, 24 aprile 1958) è una politica e sindacalista italiana, segretaria generale della CISL dall'8 ottobre 2014 al 16 febbraio 2021, dal 13 ottobre 2022 senatrice della Repubblica.

## Biografia
Nasce il 24 aprile 1958 a Genova, dove inizia la sua carriera sindacale nel 1980 all'interno della Confederazione Italiana Sindacati Lavoratori (CISL) come delegata della costola dei postelegrafonici (CISL-Silulap), di cui poi è stata segretaria provinciale e regionale in Liguria.
Nel 1990 assume l'incarico di segretaria organizzativa della CISL Liguria ed è stata successivamente eletta, nel 1997, come segretaria generale della CISL di Genova, la prima donna a ricoprire tale incarico.
A marzo del 2000 è stata nominata segretaria generale della CISL ligure, sempre la prima donna a ricoprire l'incarico. Dal 2002 al 2014 è stata segretaria confederale della CISL per il settore terziario e servizi.

### Segretaria generale della CISL
Il 24 giugno 2014 è stata eletta con 171 voti su 181 segretaria generale aggiunta della CISL, mentre l'8 ottobre dello stesso anno viene eletta, con 194 voti su 200, come nuova segretaria generale della CISL, candidatura che era stata caldeggiata dal segretario uscente Raffaele Bonanni.
Il 1º luglio 2017, durante la conclusione del 18º congresso confederale della CISL "Per la Persona, per il Lavoro" a Roma, viene rieletta segretaria generale con 194 voti su 203 dal Consiglio generale.
Il 3 marzo 2021, in seguito alle dimissioni da lei presentate il 16 febbraio, è stata sostituita alla segreteria della CISL da Luigi Sbarra, segretario generale aggiunto dal 2018 e da lei stessa proposto come suo successore.

### Elezione a senatrice
Alle elezioni politiche anticipate del 25 settembre 2022 viene candidata al Senato della Repubblica, nelle file del Partito Democratico - Italia Democratica e Progressista nel collegio plurinominale Sicilia 1 come capolista e in quello di Lazio 2 in seconda posizione, risultando eletta senatrice nel primo collegio. Nella XIX legislatura è componente della 10ª Commissione Affari sociali, sanità, lavoro pubblico e privato, previdenza sociale.
Nel marzo del 2025, Furlan annuncia di aver aderito ad Italia Viva, non condividendo le posizioni assunte dal Partito Democratico, sotto la segreteria di Elly Schlein, rispetto alle politiche sul lavoro e sul salario minimo.

## Controversie

### Caso degli stipendi sindacali
Nel 2015 il dirigente sindacale della CISL Fausto Scandola denuncia, tramite un dossier, che alcuni dirigenti e componenti delle segreterie nazionali della CISL, inclusa la stessa Furlan che all'epoca era segretaria generale, avevano percepito compensi superiori a quelli stabiliti dal regolamento CISL del 2008, arrivando in alcuni casi a quasi 300mila euro annui. Scandola venne espulso dai probiviri della CISL con l’accusa di aver ecceduto al diritto di critica e per aver leso l’onore della Furlan nonostante le proteste dei militanti e di molti altri dirigenti sindacali che chiesero, inutilmente, l'annullamento dell'espulsione (nel 2016 Scandola è deceduto a seguito di una lunga malattia).
Nel 2016 della vicenda si occupò un servizio giornalistico di Nadia Toffa per Le iene e a fine 2020, durante la trasmissione televisiva della Rai Report condotta da Sigfrido Ranucci, vennero denunciate le estromissioni nel tempo di chi difese Scandola e una gestione da parte della Furlan non proprio trasparente della CISL.